# 碧南市立新川小学校
碧南市立新川小学校（へきなんしりつしんかわしょうがっこう）は、愛知県碧南市新川町にある公立小学校。
『碧南市史 第三巻』が刊行された1974年時点の学級数は51クラス、生徒数は2041人。2017年度の学級数は27学級（普通24・特殊3）、児童数は850人。

## 沿革
- 1873年（明治6年） 浜尾学校と新民北学校が設立される[1]。
- 1882年（明治15年） 松江学校が設立される[1]。
- 1887年（明治20年） 北大浜村立北大浜尋常小学校が設立される[1]。
- 1892年（明治25年） 新川町の発足に伴って北大浜村立北大浜尋常小学校が新川町立新川尋常小学校に改称[1]。
- 1892年（明治25年） 新川高等小学校が設立される[1]。
- 1901年（明治34年） 合併して新川尋常高等小学校が設立され現在地に移転[1]。
- 1941年（昭和16年） 新川町立新川国民学校に改称。
- 1945年（昭和20年） 新川町立新川小学校に改称。
- 1948年（昭和23年） 碧南市の発足に伴って碧南市立新川小学校に改称。

## 学区
公立学校に進学する場合は碧南市立新川中学校に進学する。
- 相生町、明石町、浅間町、籠田町、金山町、久沓町、新川町、住吉町、千福町、田尻町、鶴見町、西山町、浜尾町、東山町、踏分町、堀方町1丁目・2丁目、松江町、丸山町、山神町、山下町、六軒町[3]。

## 関連人物
- 板倉松太郎 - 1887年から1900年、1906年から1921年に校長を務めた。